# Clint Bolton
Pour les articles homonymes, voir Bolton.
Clint Brian Bolton (né le 22 août 1975 à Bundaberg, Queensland) est un footballeur australien.  Il compte quatre sélections en équipe d'Australie.